# Hamilton Camp
Hamilton Camp est un acteur britannico-américain, né le 30 octobre 1934 à Londres (Royaume-Uni), décédé le 2 octobre 2005 des suites d'une crise cardiaque à Los Angeles (Californie).

## Filmographie
- 1946 : Bedlam : Pompey (voix)
- 1949 : Mrs. Mike : Tommy Howard
- 1950 : The Happy Years : Butch Sidney
- 1950 : Outrage : Le cireur de chaussures
- 1950 : La Main qui venge (Dark City) : Bobby (enfant)
- 1950 : Kim : Thorpe
- 1951 : When I Grow Up : Bully
- 1951 : The Son of Dr. Jekyll (en) : William Bennett, le garçon qui jette une pierre
- 1952 : Ma cousine Rachel (My Cousin Rachel) : Philip (à 15 ans)
- 1953 : Titanic : Le jeune messager
- 1954 : Chevauchée avec le diable (Ride Clear of Diablo) : Andrew O'Mara
- 1954 : La Tour des ambitieux (Executive Suite) : Mailroom Boy
- 1954 : Le Chevalier du roi (The Black Shield of Falworth) : Roger Ingoldsby
- 1967 : The Perils of Pauline (en) : Thorpe
- 1967 : Sheriff Who (TV) : Accountant
- 1967 : He & She (en) (série télévisée) : Andrew Hummell
- 1969 : Turn-On (en) (série télévisée)
- 1970 : Cockeyed Cowboys of Calico County (en) : M. Fowler
- 1971 : Story Theatre (série télévisée)
- 1975 : Starsky & Hutch : Lou Malinda
- 1976 : Nickelodeon : Blacker
- 1978 : American Hot Wax : Louie Morgan
- 1978 : Le ciel peut attendre (Heaven Can Wait) de Warren Beatty et Buck Henry : Bentley
- 1979 : Starcrash - Le Choc des étoiles (Scontri stellari oltre la terza dimensione) : Elle (voix)
- 1979 : Co-ed Fever (série télévisée) : M. Peabody
- 1979 : McGurk (TV) : Spike
- 1980 : Roadie (en) : Grady
- 1981 : La Vie en mauve (All Night Long) de Jean-Claude Tramont : Buggoms
- 1981 : S.O.B. : M. Lipschitz
- 1981 : Messe noire (Evilspeak) : Hauptman
- 1981 : Les Schtroumpfs ("The Smurfs") (série télévisée) : Greedy Smurf / Harmony Smurf (voix)
- 1981 : The Kwicky Koala Show (série télévisée) (voix)
- 1982 : Family in Blue (TV)
- 1982 : Eating Raoul : John Peck, l'acheteur de vins malhonnête
- 1982 : Portrait of a Showgirl (TV) : Stevie
- 1982 : Safari 3000 (en) : Feodor
- 1982 : Docteurs in love (Young Doctors in Love) : Oscar Katz
- 1982 : The Incredible Hulk (en) (série télévisée) (voix)
- 1983 : I Take These Men (TV) : Harry Green
- 1983 : The Secret World of Og (TV) : Flub / Blib / Little Green Man#2 / Sheriff / Little Green Man #1 / Butcher / Villager / Mushroom Harvester (voix)
- 1983 : Twice Upon a Time : Greensleeves (voix)
- 1983 : Just Our Luck (it) (série télévisée) : Professeur Bob
- 1983 : Under Fire : Regis Seydor
- 1984 : The Hoboken Chicken Emergency (en) (TV)
- 1984 : Meatballs Part II : Colonel Bat Jack Hershey
- 1984 : No Small Affair : Gus Sosnowski
- 1984 : Sherlock Holmes (Meitantei Holmes) (série télévisée) : Professeur Moriarty
- 1984 : Hotel Monplaisir (en) (The Rosebud Beach Hotel) : 'Matches' Monohan
- 1984 : Haut les flingues (City Heat) : Garagiste
- 1984 : It Came Upon the Midnight Clear (TV) : Meek Angel
- 1985 : Lots of Luck (TV) : Joe
- 1985 : The 13 Ghosts of Scooby-Doo (série télévisée) (voix)
- 1985 : Copacabana (TV) : Nicky Richards
- 1987 : Scooby-Doo Meets the Boo Brothers (TV) : rire fantomatique (voix)
- 1987 : The Jetsons Meet the Flintstones (TV) : Turk Tarpit (voix)
- 1987 : Les Tortues Ninja ("Teenage Mutant Ninja Turtles") (série télévisée) (voix)
- 1988 : Rockin with Judy Jetson (en) (TV) : M. Microchips / Manny (voix)
- 1988 : Scooby-Doo et le Rallye des monstres (Scooby-Doo and the Reluctant Werewolf) (TV) : Dracula (voix)
- 1988 : Scooby-Doo and the Ghoul School (TV) : Phantom Father (voix)
- 1988 : Bird : Mayor of 52nd Street
- 1988 : A Pup Named Scooby-Doo (série télévisée) (voix)
- 1988 : The Flintstone Kids' Just Say No Special (en) (TV) : Barney Rubble (voix)
- 1989 : La Bande à Picsou (DuckTales) (TV) : Gérard Mentor (Fenton Crackshell) / Robotik (Gizmo-Duck) (voix)
- 1989 : Et si c'était à refaire (en) (Bridesmaids) (TV) : Ridgefield
- 1989 : Arena (en) de Peter Manoogian : Shorty
- 1989 : La Petite sirène (The Little Mermaid) (voix)
- 1990 : Megaville
- 1990 : Potsworth & Co. (série télévisée) : The Grand Dozer (voix)
- 1990 : TaleSpin (série télévisée) : Seymore / Babyface Half-Nelson / Additional Voices (voix)
- 1990 : Dick Tracy : Store Clerk
- 1990 : Gravedale High (série télévisée) (voix)
- 1990 : Le Magicien d'Oz (The Wizard of Oz) (série télévisée) (voix)
- 1991 : Le Tourbillon noir (Pirates of Darkwater) (série télévisée) (voix)
- 1991 : Spacecats (série télévisée) : Sniff, le narrateur
- 1991 : James Bond Jr. (série télévisée) (voix)
- 1991 : Myster Mask (Darkwing Duck) (TV) : Gérard Mentor (Fenton Crackshell) / Robotik (Gizmo-Duck)(voix)
- 1992 : Let's Kill All the Lawyers : Marcus
- 1992 : Diner (voix)
- 1993 : Bonkers (série télévisée) : Crooked TV-Commercial Director / Toon Pit Bull Pitts (voix)
- 1993 : L'Attaque de la femme de 50 pieds (Attack of the 50 Ft. Woman) (TV) : Prospector Eddie
- 1994 : Aladin (série télévisée) : Ayam Aghoul (voix)
- 1995 : Loïs et Clark : Les Nouvelles Aventures de Superman ("H.G.Wells")
- 1995 : Youbi, le petit pengouin (The Pebble and the Penguin) : Megellenic (voix)
- 1995 : Gordy : Father Pig / Richard the Rooster (voix)
- 1996 : The Flintstones Christmas in Bedrock (vidéo) (voix)
- 1996 : Tous les chiens vont au paradis II (All Dogs Go to Heaven 2) : Chihuahua (voix)
- 1997 - 1998 : Star Trek: Deep Space Nine : Ferengi Love Songs (saison 5 épisode 20) et The Magnificent Ferengi (saison 6 épisode 10) : Leck
- 1998 : Star Trek: Voyager, saison 5 épisode 3 : Vrelk
- 1998 : Les Premiers colons (Almost Heroes) : Pratt
- 1998 : Dr. Dolittle (Doctor Dolittle) : Cochon (voix)
- 1999 : Family Tree : Bob
- 2000 : How to Marry a Billionaire: A Christmas Tale (TV) : Santa
- 2001 : House of Mouse (série télévisée) : Merlin (voix)
- 2001 : Joe La Crasse (Joe Dirt) : Meteor Bert
- 2002 : Wishcraft de Danny Graves et Richard Wenk : Chief Bates
- 2002 : The 4th Tenor : Papa
- 2003 : Out of Order (feuilleton TV) : Hamster et plante
- 2005 : Hard Four : Bix Karew

### Autre
Il a aussi joué le rôle de H.G Wells dans plusieurs épisodes de Lois et Clark, Les nouvelles aventures de Superman.